# Antropofobia
Antropofobia – zaburzenie lękowe z grupy fobii oznaczające lęk przed ludźmi. W odróżnieniu od fobii społecznej, antropofobia oznacza lęk przed ludźmi w ogóle, natomiast fobia społeczna lęk przed relacjami interpersonalnymi i odrzuceniem oraz ośmieszeniem. W klasyfikacji ICD-10 antropofobia traktowana jest jako szczególny przypadek fobii społecznej.